# Entreprise opale
Une entreprise opale renvoie au dernier stade de l'évolution organisationnelle et humaine évoquée par Frédéric Laloux dans son ouvrage Reinventing Organizations : Vers des communautés de travail inspirées publié en 2015. Dans le paradigme opale, l'organisation repose sur trois piliers : la raison d'être évolutive, la plénitude et l'autogouvernance.

## Stades d'évolution de la conscience
Pour conceptualiser le modèle opale, Laloux s'appuie sur la Spirale Dynamique, qui est un modèle décrivant l'évolution des sociétés et des individus, des cultures et des systèmes de valeurs en réponse à l'évolution des conditions de vie. Cette évolution suit un parcours allant de systèmes plus simples à des systèmes de plus en plus complexes (valeurs, croyances, sens de l'identité, besoins). La Spirale Dynamique est une modélisation de l'évolution de la conscience, inventée par Clare Graves  entre 1952 et 1959, puis améliorée jusqu' en 1978.Don E. Beck et Chrisopher Cowan , aidèrent Clare Graves depuis 1975 à structurer ses archives et à mettre en forme la théorie. Ken Wilber ne doit pas être cité car il a commis de nombreux contresens dans l'utilisation du modèle. Selon le modèle de Laloux (2015), les changements dans le mode de fonctionnement des entreprises suivent une séquence façonnée par l'évolution du niveau de conscience des gens. Ce que Laloux considère comme commun à toutes les "organisations opale" est relié au niveau de conscience "opale" (ou intégral) commun aux leaders et dirigeants de ces organisations, leaders et dirigeants qui jouent un rôle moteur dans la transformation de leur organisation. Selon Holwek (2018), ces dirigeants répondent à un certain nombre de valeurs spécifiques à ce niveau de conscience : principalement un désir profond de faire quelque chose de bien et porteur de sens pour le monde, objectif plus important pour eux que la poursuite du profit, de la richesse matérielle, du statut, de la carrière, détaché d'un besoin égoïste de pouvoir, de contrôle ou de réalisation personnelle. 
Laloux considère que les stades de conscience se reflètent dans des modèles organisationnels successifs qui sont apparus au cours de l'histoire. Le modèle opale serait le modèle actuellement en émergence. Laloux reprend donc l'idée que la conscience humaine a évolué depuis les 100 000 ans que l'homme existe et qu'au vu des difficultés rencontrées par l'époque que nous traversons, cette conscience est amenée à évoluer à nouveau. 
Selon une revue de question de Wyrzykowska, quatre soubassements doivent être présents pour aboutir à la mise en place du modèle opale : 
- La supervision hiérarchique des employés doit être limitée, car les employés ont des capacités pour s'auto-gérer. Le manager est d'abord un collègue qui adopte un rôle de mentor, de leader.
- Les organisations ont une structure organisationnelle flexible, adaptée aux tâches en cours. Ce doit être la personne qui a le plus de connaissances dans un domaine particulier qui assume le leadership pour ce domaine. Selon les besoins, des rôles sont échangés entre les personnes qui forment l'organisation.
- La gestion est basée sur la confiance, tant dans les relations employeur-employé qu'entre employés.
- La ressource la plus importante de l'organisation, c'est la connaissance. Dès lors, les difficultés rencontrées sont des opportunités pour apprendre, acquérir de nouvelles connaissances et progresser.

Grosjean considère que, si on a compris le modèle théorique de la spirale dynamique, « fonctionner au niveau opale – pour un individu comme pour une organisation - implique d’avoir intégré et d’être capable de mobiliser les apports sains de l’ensemble des niveaux précédents », soit beige, pourpre, rouge, orange et vert.

## Trois piliers de l'organisation opale selon Laloux
Dans la plupart de ses écrits, Laloux propose trois piliers pour l'organisation opale : la raison d'être évolutive, la plénitude (wholeness) et l'auto-management  . Wyrzykowska considère qu'il en promeut en fait un quatrième : la transparence qui fait référence au fait que le manager partage les informations stratégiques avec l'ensemble des membres de l’organisation, singulièrement les informations financières et économiques.

### Raison d'être évolutive
Pour faciliter la prise de décision et la cohérence, la raison d'être est clarifiée. Pour Buurtzorg, société néerlandaise de soins infirmiers à domicile, il s'agit d'« aider les personnes malades ou âgées à vivre une vie plus autonome et qui vaille davantage la peine d’être vécue ». La raison d'être est dite évolutive dans le sens où l'entreprise opale est comme un organisme vivant s'adaptant à un environnement changeant. On recherche moins à prévoir l'avenir qu'à accueillir ce qu'on est amené à devenir pour bien fonctionner.

### Plénitude
Le rester soi-même est priorisé, que ce soit sur le plan rationnel, émotionnel, mais aussi spirituel (for intérieur, aspirations profondes) : ainsi, l'énergie et la motivation du collaborateur sont préservées et son potentiel peut alors pleinement se déployer. Il s'agit entre autres de réconcilier son identité professionnelle avec son identité extraprofessionnelle, d'accueillir la personne dans son intégralité, cela à l'aide d'un espace de travail protecteur et bienveillant. Un dispositif spécifique est en outre utilisé pour résoudre les conflits, afin d'éviter les échanges inter-collaborateurs en mode parent/enfant, patron/subordonné, persécuteur/sauveur/victime et pour dépasser les querelles d’ego et débats stériles : pour susciter l'intelligence collective, les prises de décisions sont effectuées par sollicitation d'avis par-delà les rapports hiérarchiques. Le consentement collégial est recherché par désignation d'un facilitateur demandant ce qui est proposé et pour quelles raisons. Il s'agit de traverser plutôt que d'éviter les conflits. Cela permet le renforcement du groupe et la réduction des départs ainsi que la quasi absence de licenciement.

### Auto-gouvernance
On cherche à rendre chaque collaborateur le plus autonome possible : chaque équipe, d'une douzaine de personnes maximum, gère ses clients, sa logistique, son planning, ses congés, sa formation, sa rémunération et les recrutements. Les fonctions support gérées par le siège (GRH, marketing, finance, achat, logistique) sont réduites au minimum et l'auto-gouvernance est priorisée par la confiance et la responsabilisation. 
L'auto-gouvernance n'est pas la recherche du consensus, il s'agit plutôt que chaque personne, là où elle est, se sente libre de décider pour sa sphère de compétence et de responsabilité, en fonction de l'analyse qu'elle construit face à son environnement.

## Critiques

### Modèle pas si nouveau
Pour Jessica Prentice, lorsque Laloux considère que l'entreprise Opale est quelque chose de nouveau, inventées par une poignée de visionnaires qui, tous sont des hommes blancs, occidentaux, américains et européens, il fait fausse route. Elle note que l'organisation des tribus natives de la Californie avait déjà comme particularité de considérer les individus dans leur plénitude, de s'appuyer sur l'auto-gouvernance et d'avoir une vision du monde où la préservation des ressources sur le long terme avait toute sa place.  Elle "pense que l'affirmation selon laquelle les approches dites opales sont nouvelles est très dangereuse, car cela reproduit d'entrée de jeu ces attitudes orgueilleuses de supériorité et d'arrogance qui font partie intégrante des hiérarchies oppressives" . Elle prolonge son raisonnement en notant que des données anthropologiques laissent penser que toutes les sociétés de chasseurs-cueilleurs sont opales au sens de Laloux, et que la hiérarchie des mondes rouge à orange est apparue avec l’essor de l'agriculture.  

### Modèle idéalisé
Sur la base d'une enquête réalisée en Espagne, un collectif de chercheurs considère que les entreprises n'ont pas implémenté les trois piliers de l'entreprise opale « the evidence shows that it is difficult to find organizations that reflect all three of Laloux’s breakthroughs—in fact, it is difficult to pinpoint one organization that can be affirmed to have fully developed any of the three. » « les preuves montrent qu'il est difficile de trouver des organisations qui reflètent les trois percées de Laloux - en fait, il est difficile d'identifier une organisation dont on peut affirmer qu'elle a pleinement développé l'une des trois. ». Néanmoins ces auteurs considèrent que le modèle et la proposition de Laloux sont inspirants et qu'ils permettent de structurer des changements importants dans les pratiques managériales.